# DR 801 bis 804
Die Triebwagen DR 801–804 wurden ab 1927  für die Deutsche Reichsbahn (DR) gebaut. Sie waren dabei die ersten zweiachsigen Dieseltriebwagen für den Personenverkehr auf Nebenbahnen. Drei Fahrzeuge sind heute auf verschiedenen Standorten erhalten geblieben und zählen zu den ältesten erhaltenen Verbrennungstriebwagen.

## Geschichte
Die Triebwagen wurden vom Unternehmen Wegmann gebaut, die Motoren kamen von MAN.

### Deutsche Bundesbahn
Zur Deutschen Bundesbahn waren nur zwei Triebwagen gekommen, die 1945 in Varel und Oldenburg abgestellt waren. Sie erhielten 1947 die Nummern VT 70 900 (801) und VT 70 901 (802). 1949 wurden sie in Wuppertal eingesetzt, ab 1950 in Bamberg und Coburg.

### Deutsche Reichsbahn

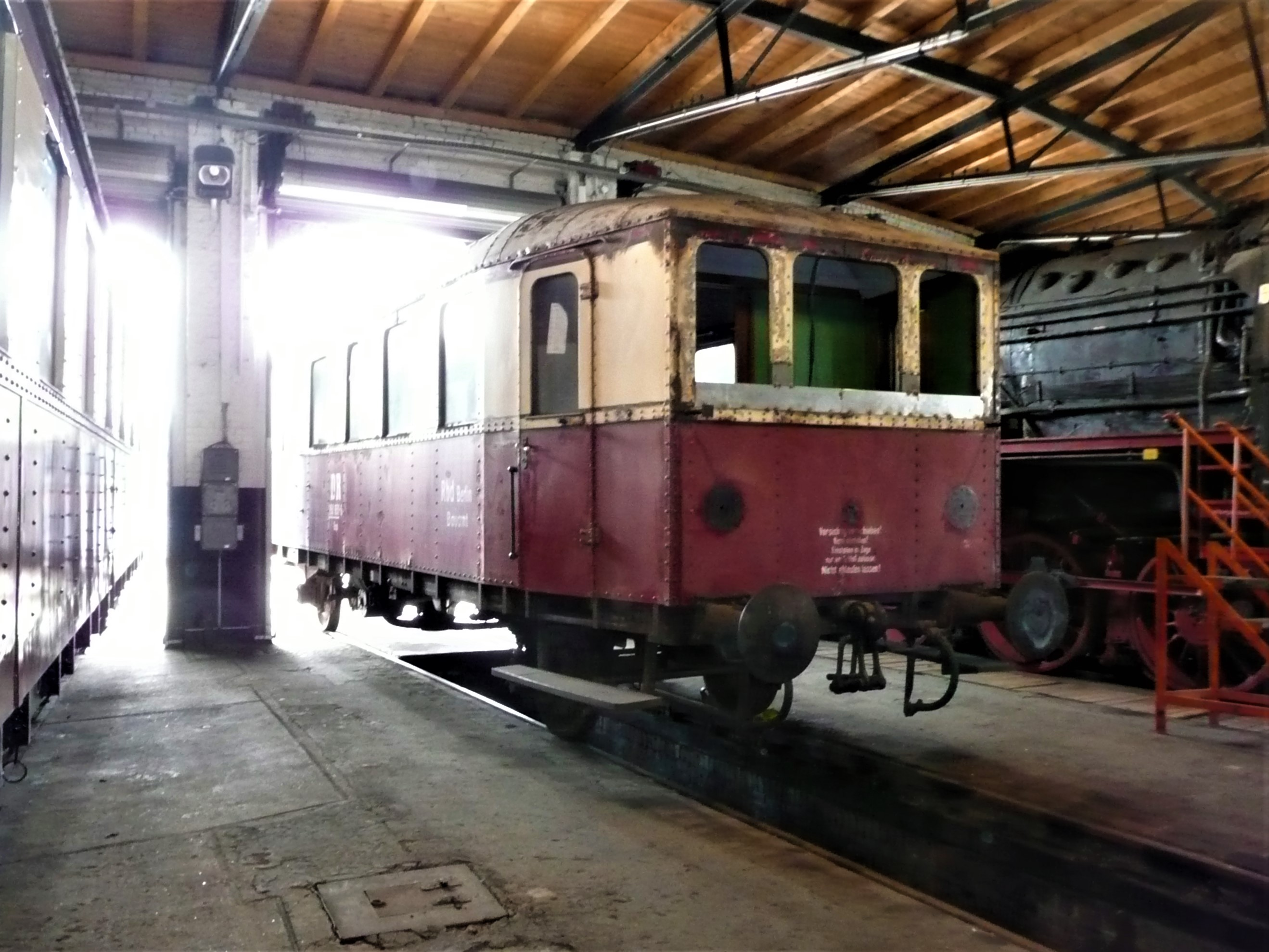
Der ehemalige DR 804 als Beiwagen 190 851-6 im Historischen Lokschuppen Wittenberge

Die Triebwagen 803 und 804 gelangten zur Deutschen Reichsbahn in der DDR. Der DR 803 wurde 1960 im RAW Dessau abgestellt und später zu einem Aufenthaltswagen umgebaut. Danach wurde das Fahrzeug bei der Brückenmeisterei Dresden als Mannschaftswagen verwendet. Es ist heute nicht mehr vorhanden. Der DR 804 wurde 1950 in einen Beiwagen umgebaut und als VB 140 602 geführt. Bei dem Umbau wurde ihm die mittlere Einstiegstür entfernt und stattdessen ein WC eingebaut. Der Wagen kam zuerst bei der Reichsbahndirektion Schwerin, von 1960 bis 1975 auf der Westprignitzer Kreisringbahn zum Einsatz, bis diese stillgelegt wurde. 1970 erhielt er die Nummer 190 851. Er blieb danach als Bürowagen eines Bauzuges erhalten und befand sich von 1988 bis 2019 im Deutschen Technikmuseum Berlin.
Ende Dezember 2019 wurde der Wagen in den Historischen Lokschuppen Wittenberge überführt. Das Fahrzeug stellt dort das vermutlich letzte erhaltene Exemplar eines Fahrzeuges, das auf der Westprignitzer Kreisringbahn dar verkehrte.

### WEG

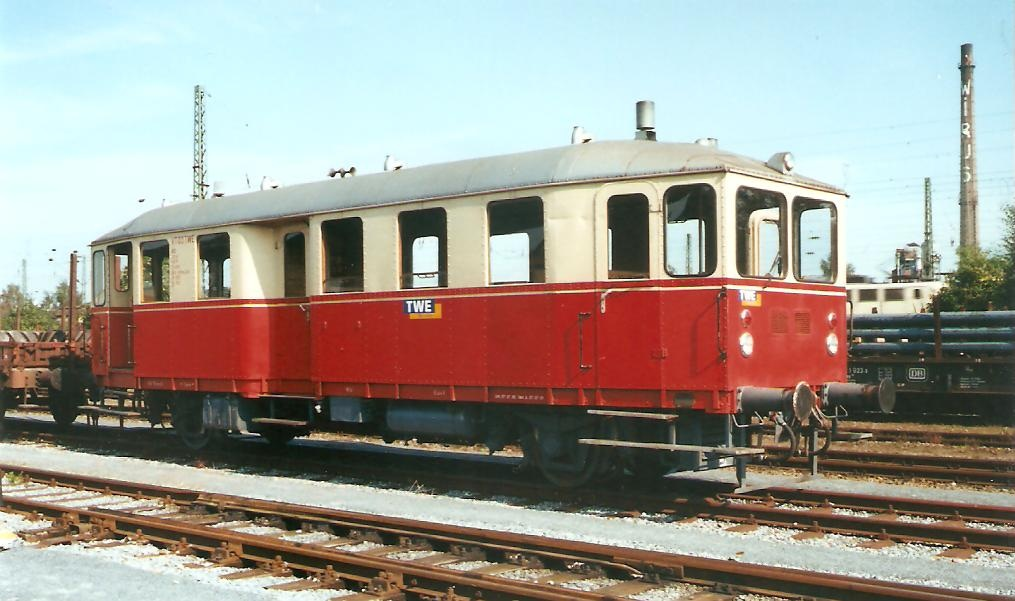
VT 03 TWE am 13. August 2000 bei der Jubiläumsfeier „100 Jahre Teutoburger Wald-Eisenbahn“ im Bf Gütersloh Nord

1954 kaufte die Württembergische Eisenbahn-Gesellschaft (WEG) die beiden DB-Triebwagen. Dort bekamen sie die Nummern T 04 und T 03 und wurden 1957 in Schlepptriebwagen umgebaut. Verschiedentlich wurden neuere Motoren eingebaut, zuletzt waren es zwei 210-PS-Motoren. Auch die Wagenkästen wurden mehrfach umgebaut, die Kühler wurden in die Stirnfronten versetzt, die Fensterfronten modernisiert, auf der kürzeren Seite die Einstiegstüren durch breitere Falttüren für Gepäck ersetzt. Eingesetzt wurden die Triebwagen auf den Strecken Reutlingen–Gönningen, Gaildorf–Untergröningen und Vaihingen–Enzweihingen.
Der T 04 ersetzte den T 03 nach seinem Unfall auf der Strecke Vaihingen–Enzweihingen. Er erhielt 1989 sogar noch eine Funkfernsteuerung und war in den letzten Jahren seines Einsatzes – bis zur Stilllegung der Strecke Ende 2002 – das älteste regulär im Schienenpersonenverkehr eingesetzte Fahrzeug in Deutschland. Nach seinem Verkauf an Privat wurde es im Jahr 2008 von seinem Abstellungsort Neuffen nach Bietigheim überführt. Das Fahrzeug befand sich zuletzt im Eigentum von Die Bahnmeisterei und ist, Stand Mai 2023, nach wie vor in Bietigheim-Bissingen auf dem Gelände der Eisenbahn-Service Gesellschaft mbh zusammen mit seinem Beiwagen, VS 208, abgestellt. Eine betriebsfähige Aufarbeitung unterblieb.

### TWE
Der T 03 wurde 1975 bei einem Unfall stark beschädigt und altersbedingt abgestellt. Er wurde 1981 an die Deutsche Eisenbahn-Gesellschaft (DEG) für die Teutoburger Wald-Eisenbahn (TWE) verkauft, wo er als VT 03 wieder aufgearbeitet wurde und zwei gebrauchte 210-PS-Büssing-Motoren erhielt. In diesem Zustand nutzte die TWE den Wagen fast 25 Jahre lang als Schlepptriebwagen für verschiedene Streckenbereisungen und Ausflugsfahrten. Auf Grund der hohen Motorleistung und des robusten Wagenkastens konnte er für den Transport von bis zu fünf zweiachsigen Personenwagen herangenommen werden. Als nach dem Jahr 2002 der Einzelladungsverkehr immer weiter zurückging, übernahm 2009 der in Lengerich-Hohne ansässige Eisenbahn-Traditionsverein das Fahrzeug, um es vor dem Verschrotten zu bewahren.
Der VT 03 ist nach wie vor im Bw Lengerich (Westfalen) stationiert und wird dort vom Förderverein Eisenbahn-Tradition für den Museumsbahnverkehr des Teuto-Express auf der Bahnstrecke Ibbenbüren–Hövelhof unterhalten. Nach längerer Abstellzeit begann der Förderverein Eisenbahn-Tradition 2012 mit der betriebsfähigen Aufarbeitung, die 2017 abgeschlossen werden konnte. Das Fahrzeug ist für den Traditionsverein bei den Eisenbahnfreunden Lengerich mit einem Einheitsbeiwagen versehen, Fahrten als Schlepptriebwagen sind auch weiterhin möglich. Für die Fahrten auf Strecken der DBAG ist es mit GSM-R und PZB 90 ausgerüstet.

## Konstruktive Merkmale
Auf vier miteinander vernieteten Langträgern aus St37-Walzprofilen war das Kastengerippe aufgesetzt, dass mit Stahlblech verkleidet war. Die Wagenkästen waren im Bereich der Endeinstiege abgeschrägt, ungefähr in der Mitte des Wagenkastens befand sich zurückgesetzt eine weitere Einstiegstür. Auf der Antriebsseite waren drei Seitenfenster, auf der anderen zwei Fenster.
Es gab einen Großraum 3. Klasse mit 16 Sitzplätzen und einen Großraum 4. Klasse mit 30 Sitzplätzen. Im Großraum 3. Klasse befand sich eine Toilette.
Auffällig waren die an jedem Wagenende auf dem Dach montierten Kühler.
Die Maschinenanlage befand sich in einem Tragrahmen unter dem Wagenkasten, der sich auf den Radsätzen abstützte. Die zunächst verwendeten Motoren hatten nur eine Leistung von 75 PS, 1934 wurden stärkere Sechszylinder-Motoren mit 150 PS eingebaut. Als Getriebe war ein Fünf-Gang-Getriebe der Bauart Soden verbaut. Der Triebwagen 803 erhielt bei diesem Umbau auch ein hydraulisches Getriebe, welches sich nicht bewährte. Deshalb erhielten alle Triebwagen der Reihe ab 1934 das Mylius-Getriebe.